# Аћимовића кућа у Пожеги
 Аћимовића кућа налази се у Пожеги и уврштена је у списак споменика културе Србије.

## Опис
Кућа је уписана у регистар Завода за заштиту споменика културе Краљево 6. септембра 1991. године под бројем СК 196 у регистру.
Налази се у источном делу Старе чаршије Пожеге и представља један од најстаријих објеката у Пожеги, изграђен током друге половине 19. века. Кућа је првобитно припадала породици Tимотијевић, којa је у приземљу држала кафану, док им је спрат служио за становање. Кућу је 1922. откупио Милан Аћимовић, који је на оригиналном објекту због дотрајалости извршио прве преправке. Кућа је проглашена спомеником културе у тренутку када је још увек поседовала одлике објекта саграђеног у духу народног градитељства. Tемељи куће зидани су од ломљеног камена заливеног блатним малтером. Зидови су грађени бондручном конструкцијом са испуном од ћерпича.
Међуспратна конструкција је такође била дрвена, сви подови су били дашчани, а таванице од шашоваца. Кров је био на три воде, покривен ћерамидом. У дворишту су били очувани качара и ледара које су служиле као пратећи објекти кафане.